# Carl von Lattorf
Carl Matthias August Wilhelm von Lattorf (* 24. April 1794 in Klieken; † 9. Januar 1870 in Dessau) war ein deutscher Rittergutsbesitzer und Politiker.

## Leben
Lattorf war der Sohn des kurfürstlich sächsischen Landjägermeisters, Oberforst- und Wildmeisters Matthias August von Lattorf und dessen Ehefrau Auguste Sophie Rosamunde aus dem Winkel. Er heiratete am 31. Oktober 1817 in Straupnitz Amalie Pauline Freiin von Houwald (* 4. September 1801 in Staupnitz; † 22. Januar 1872 in Salzwedel), der Tochter des Freien Standesherren auf Straupitz usw. und Landrichter der Niederlausitz, Karl Heinrich Ferdinand (* 6. April 1773 in Straupitz; † 2. Juni 1832 in Straupitz). Aus der Ehe gingen die Söhne Alfred von Lattorf (1832–1884), später anhaltinischer Landtagsabgeordneter und Edmund von Lattorf (1823–1900), später preußischer Landtagsabgeordneter hervor. Heinrich von Houwald war ein Schwager.
Lattorf war Herr auf Klücken-Oberhof und Düben in Anhalt. 1851 war er Vorsteher des Anhaltinischen landwirtschaftlichen Vereins in Coswig. 1840 wurde er zum königlich preußischen und herzoglich anhaltinischen Kammerherren ernannt. Er war (1851) Kreisdeputierter auf Klieken bei Coswig. Als Rittergutsbesitzer war er bis zur Märzrevolution 1848 Mitglied der altständischen Landschaft des Herzogtums Anhalt-Bernburg. 1847 war er Teilnehmer beim Vereinigten Landtag für die Provinz Sachsen. 1850 war er Mitglied des Staatenhauses des Erfurter Unionsparlaments. Er wurde vom Landtag des Herzogtums Anhalt-Bernburg auf Vorschlag der herzoglichen Regierung gewählt.
Am 17. Juni 1862 wurde er Kommandeur II. Klasse des Hausordens Albrechts des Bären.